# الیس کشمور
الیس کشمور (1949- در انگلستان) استاد جامعه شناسی در دانشگاه آستون است. کشمور پژوهش های مهمی در مورد فرهنگ شهرت و شیوه مشهور شدن سلبریتی انجام داده است. کشمور معتقد است که بر خلاف ستارگان در جهان پیشا پست مدرن که نیاز بود در یک رشته ورزشی مهارت داشته باشند یا صورت زیبا یا صدای خوب داشته باشند، اکنون تنها باید به وسیله نهادهای جهان سرمایه داری حمایت شوند. کشمور معتقد است جهان شهرت این قدر پیچیده است که باید یک رشته فقط برای بکهام شناسی در دانشگاه های انگلستان ایجاد شود. در ایران کتاب فرهنگ شهرت از الیس کشمور منتشر شده است. 